# Női súlylökés a 2015. évi nyári európai ifjúsági olimpiai fesztiválon
A 2015. évi nyári európai ifjúsági olimpiai fesztiválon az atlétikai versenyszámokat Tbilisziben rendezték. A női súlylökés versenyének selejtezőjére július 29.-én került sor, a döntőt pedig július 30.-án rendezték. 

## Rekordok
A versenyt megelőzően a következő rekordok voltak érvényben:
| Ifjúsági világrekord | Corrie De Bruin (Hollandia)  | 20.52 m |
| EYOF rekord          | Alena Bugakova (Oroszország) | 17.60 m |

## Selejtező
Az összesített eredmények alapján a legjobb eredménnyel rendelkező 12 atléta jutott a döntőbe.
| H  | Csoport | Név                     | Nemzet              | 1     | 2     | 3     | E     | Mj |
| -- | ------- | ----------------------- | ------------------- | ----- | ----- | ----- | ----- | -- |
| 1  | B       | Jessica Schilder        | Hollandia           | x     | 14.85 | 15.23 | 15.23 | Q  |
| 2  | B       | Snezhana Trofimets      | Oroszország         | 15.20 | -     | -     | 15.20 | Q  |
| 3  | B       | Monica Borraz Fernandez | Spanyolország       | 14.97 | 14.47 | 14.59 | 14.97 | q  |
| 4  | B       | Marharyta Lukashenko    | Ukrajna             | 14.94 | x     | 14.83 | 14.94 | q  |
| 5  | B       | Agnė Jonkutė            | Litvánia            | 14.12 | 14.85 | 14.87 | 14.87 | q  |
| 6  | B       | Emely Groß              | Németország         | 14.62 | 14.34 | x     | 14.62 | q  |
| 7  | B       | Helena Leveelahti       | Finnország          | x     | 13.29 | 14.62 | 14.62 | q  |
| 8  | A       | Alesia Sakalovich       | Fehéroroszország    | 14.44 | 14.60 | 14.58 | 14.60 | q  |
| 9  | A       | Lisa Lannusalu          | Észtország          | 12.74 | 14.25 | x     | 14.25 | q  |
| 10 | A       | Alexandra Emelianov     | Moldova             | 13.35 | 13.44 | 14.12 | 14.12 | q  |
| 11 | A       | Ioana Diana Tiganasu    | Románia             | 13.46 | 14.07 | 13.72 | 14.07 | q  |
| 12 | A       | Chloe Servant           | Franciaország       | 14.02 | 13.58 | 13.43 | 14.02 | q  |
| 13 | A       | Kristine Strazdite      | Lettország          | 12.92 | 13.49 | 13.51 | 13.51 |    |
| 14 | B       | Mediha Salkic           | Bosznia-Hercegovina | 13.29 | 12.94 | 13.13 | 13.29 |    |
| 15 | A       | Sevcan Erken            | Törökország         | 13.05 | x     | 13.17 | 13.17 |    |
| 16 | A       | Estel Valeanu           | Izrael              | 13.00 | 12.41 | 12.32 | 13.00 |    |
| 17 | A       | Ewa Bogumila Różańska   | Lengyelország       | 12.34 | 12.30 | 12.81 | 12.81 |    |
| 18 | A       | Tamara Suša             | Szerbia             | 12.48 | 12.72 | 12.51 | 12.72 |    |
| 19 | A       | Marija Tolj             | Horvátország        | 12.20 | 12.31 | 11.84 | 12.31 | PB |
| 20 | B       | Emilie Buschgens        | Belgium             | 12.22 | x     | 12.28 | 12.28 |    |
| 21 | B       | Micaela da Cunha Sereno | Portugália          | 11.11 | 10.80 | 12.10 | 12.10 |    |

## Döntő
| H     | Név                     | Nemzet           | 1     | 2     | 3     | 4     | 5     | 6     | E     | Mj |
| ----- | ----------------------- | ---------------- | ----- | ----- | ----- | ----- | ----- | ----- | ----- | -- |
| Arany | Marharyta Lukashenko    | Ukrajna          | 14.62 | 16.30 | 15.59 | x     | 15.40 | 15.92 | 16.30 | SB |
| Ezüst | Jessica Schilder        | Hollandia        | 15.65 | 15.00 | 15.98 | 15.96 | 16.05 | 15.60 | 16.05 | PB |
| Bronz | Emely Groß              | Németország      | 14.86 | x     | 15.37 | 16.00 | x     | x     | 16.00 |    |
| 4     | Agnė Jonkutė            | Litvánia         | 14.85 | x     | x     | 14.83 | 15.28 | 15.41 | 15.41 |    |
| 5     | Alexandra Emelianov     | Moldova          | x     | 14.71 | 15.37 | x     | x     | 15.16 | 15.37 |    |
| 6     | Alesia Sakalovich       | Fehéroroszország | 13.52 | 13.94 | 15.22 | 15.24 | 15.09 | x     | 15.24 |    |
| 7     | Chloe Servant           | Franciaország    | 14.01 | 15.05 | 14.57 | x     | x     | x     | 15.05 |    |
| 8     | Helena Leveelahti       | Finnország       | 14.86 | 14.50 | x     | x     | x     | 14.58 | 14.86 |    |
| 9     | Snezhana Trofimets      | Oroszország      | x     | 14.57 | 14.61 |       |       |       | 14.61 |    |
| 10    | Ioana Diana Tiganasu    | Románia          | x     | 13.57 | 13.93 |       |       |       | 13.93 |    |
| 11    | Lisa Lannusalu          | Észtország       | 13.70 | 13.14 | 13.77 |       |       |       | 13.77 |    |
| 12    | Monica Borraz Fernandez | Spanyolország    | 12.77 | 13.60 | x     |       |       |       | 13.60 |    |